# Ꚉ (слово ћирилице)
Ꚉ ꚉ (Ꚉ ꚉ; курзив: Ꚉ ꚉ) је слово старог абхаског, осетског и комског писма. Зове се Дз-з (садржи додатно ⟨з⟩ како би се разликовало од слова ⟨ѕ⟩). Представља звучну алвеоло-палаталну африкату (d͡ʑ).  На осетском је касније замењен диграфом ⟨Dz⟩ (тренутно ⟨Дз⟩).
Користи се за разликовање африката /d͜z/ од низа д-з у неким фонетским речницима.
Први ред првог издања осетских новина Растдзинад са словом Дззе у наслову (1923).

## Рачунарски кодови
| Знак                      | Ꚉ                            | Ꚉ                            | ꚉ                          | ꚉ                          |
| ------------------------- | ---------------------------- | ---------------------------- | -------------------------- | -------------------------- |
| Назив у Уникоду           | CYRILLIC CAPITAL LETTER DZZE | CYRILLIC CAPITAL LETTER DZZE | CYRILLIC SMALL LETTER DZZE | CYRILLIC SMALL LETTER DZZE |
| Врста кодирања            | децимална                    | хексадецимална               | децимална                  | хексадецимална             |
| Уникод                    | 42632                        | U+A688                       | 42633                      | U+A689                     |
| UTF-8                     | 234 154 136                  | EA 9A 88                     | 234 154 137                | EA 9A 89                   |
| Нумеричка референца знака | &#42632;                     | &#xA688;                     | &#42633;                   | &#xA689;                   |

## Слична слова
- Ѕ ѕ : Ћириличко слово Дз

- Dz dz [] : Латиничко слово Дз